# Kotpillenwurm
Der Kotpillenwurm (Heteromastus filiformis) ist ein kosmopolitischer mariner Ringelwurm aus der Gattung Heteromastus innerhalb der Vielborster-Familie der Capitellidae.

## Merkmale
Der Kotpillenwurm hat einen langen, sehr dünnen, zylindrischen Körper, der in seiner Gestalt einem Regenwurm ähnelt. Das kleine, konische Prostomium hat keinerlei Fortsätze und kann in das zweiringige, borstenlose Peristomium zurückgezogen werden. Das Tier hat zwei Nuchalorgane und im Jugendalter kleine Augen. Er wird bis zu 18 cm lang, höchstens 1 mm breit und zählt dann mehr als 150 Segmente, wovon der Thorax elf borstentragende Segmente umfasst. Die Parapodien an den Segmenten sind sehr schwach entwickelt. Die ersten vier bis fünf dem Peristomium folgenden Segmente haben nur kurze, dicke, kapillarartige Borsten. An den hinteren sechs Segmenten des Thorax befinden sich Tori, an denen beiderseits dorsal und ventral Borsten mit Haken und Hauben sitzen. Die vorderen Segmente des Abdomens sind lang, zylindrisch und zweiringig, werden aber nach hinten hin kürzer und rundlicher, am Ende dann glockenförmig mit geschwollenen Parapodienkämmen. Die Haken am Abdomen sind kürzer, dicker und stärker gezähnt als die am Thorax. Etwa vom 80. Segment an sitzen beiderseits an jedem Segment einfache Kiemen. Vom 9. bis zum 12. Segment gibt es insgesamt vier Paar Geschlechtsöffnungen, die aber über keine Genitalhaken verfügen. Am Pygidium sitzt ein einzelner analer Cirrus. Das vordere Abschnitt des Körpers ist rot, der hintere gelblich oder rötlich-grün.

## Verbreitung, Lebensraum und Lebensweise
Heteromastus filiformis ist kosmopolitisch in sämtlichen Weltmeeren verbreitet, so unter anderem in der Arktis, im Atlantischen Ozean einschließlich der Nordsee und bis zum Kattegat, im Mittelmeer und Schwarzen Meer, im Persischen Golf, an den Küsten Südafrikas und im Pazifischen Ozean einschließlich der Küsten Australiens und Neuseelands.
Der Kotpillenwurm lebt bevorzugt auf schlammreichen sandigen Untergründen von der oberen Gezeitenzone bis in mindestens 4680 m Meerestiefe. Er gräbt im Sediment, kleidet seine Gänge mit Schleim aus und ist an seinen Kothaufen erkennbar. Heteromastus filiformis verträgt Verschmutzungen und wechselnden Salzgehalt des Wassers.
Er ernährt sich von Detritus, der dem Substrat anhaftet.

## Lebenszyklus
Heteromastus filiformis ist getrenntgeschlechtlich mit etwa gleich großen Weibchen und Männchen und äußerer Befruchtung. Das Weibchen befestigt die gallertigen Eigelege am Ausgang seiner Wohnröhre. Aus den Eiern schlüpfen frei schwimmende Trochophora-Larven, die später zu kriechenden Würmern metamorphosieren.